# Geblendet in Gaza
Geblendet in Gaza (Originaltitel: englisch Eyeless in Gaza) ist ein Bestseller-Roman von Aldous Huxley, der erstmals 1936 veröffentlicht wurde.  

## Handlung
Der Roman handelt vom Leben des Prominenten Anthony Beavis. Es berichtet von vier Abschnitten in Beavis' Leben, von seiner Kindheit in den 1890er Jahren, bis 1936. Der Roman beschreibt Beavis’ Leben, wie er durch die Schule, das College und das Liebesleben geht, während er das bedeutungslose Leben der Oberschicht „erforscht“. Der Roman zeigt Beavis' allmähliche Desillusionierung von der Oberschicht, die durch den Selbstmord eines Freundes ausgelöst wurde. An diesem Punkt beginnt er, nach dem Sinn des Lebens zu suchen, den er im Pazifismus und der Mystik entdeckt.
Huxley beschreibt in diesem Buch seine Haltung zur Alexander-Technik.